# Euproctis
Euproctis là một chi bướm đêm thuộc họ Erebidae.
Chi này gồm những loài sau đây:
- Euproctis chrysorrhoea Linnaeus, 1758
- Euproctis chrysophaea Walker, 1865
- Euproctis melania
- Euproctis similis Fuessley, 1775
- Euproctis virguncula Walker, 1955
- Euproctis anthorrhoea Kollar, 1848
- Euproctis incommoda Butler, 1882
- Euproctis lemuria Hering, 1926
- Euproctis perixesta Collenette, 1954
- Euproctis producta Walker, 1863
- Euproctis depauperata Mabille, 1880
- Euproctis pusillima Strand, 1912
- Euproctis putilla Saalmüller, 1884
- Euproctis fusipennis Walker, 1862
- Euproctis lyclene Swinhoe, 1904
- Euproctis albolyclene Holloway, 1999
- Euproctis wilemani Collenette, 1929
- Euproctis virgo Swinhoe, 1903
- Euproctis citrinula van Eecke, 1928
- Euproctis kamburonga Holloway, 1976
- Euproctis sarawacensis Talbot, 1926
- Euproctis nigribasalis Swinhoe, 1903
- Euproctis u-grisea Holloway, 1976
- Euproctis viridoculata Holloway, 1976
- Euproctis longipalpa Collenette, 1938
- Euproctis pseudoarna Holloway, 1999
- Euproctis schintlmagistri Holloway, 1999
- Euproctis fasciata Walker, 1855
- Euproctis squamosa Walker, 1855
- Euproctis holdingii Felder, 1874
- Euproctis aspersum Felder, 1874
- Euproctis bicolor Walker, 1855
- Euproctis celebesica Strand, 1915
- Euproctis acrita Joicey & Talbot, 1917
- Euproctis albocillata Bethune-Baker, 1904
- Euproctis amagethes Collenette, 1930
- Euproctis anisozyga Collenette, 1955
- Euproctis anomoeoptena Collenette, 1932
- Euproctis apatetica Collenette, 1930
- Euproctis aresca Collenette, 1955
- Euproctis arfaki Bethune-Baker, 1910
- Euproctis asaphobalia Collenette, 1932
- Euproctis aurantiicolor Rothschild, 1915
- Euproctis bakeri Collenette, 1932
- Euproctis bisecta Rothschild, 1915
- Euproctis brunneipicta Collenette, 1930
- Euproctis chlora Joicey & Talbot, 1917
- Euproctis chlorogaster Collenette, 1938
- Euproctis chlorospila Joicey & Talbot, 1917
- Euproctis dichroa Felder, 1861
- Euproctis diselena Collenette, 1932
- Euproctis disphena Collenette, 1930
- Euproctis faceta Swinhoe, 1903
- Euproctis flavicaput Bethune-Baker, 1904
- Euproctis flavipunctata Bethune-Baker, 1916
- Euproctis fusca Rothschild, 1915
- Euproctis gilvivirgata Collenette, 1932
- Euproctis habbema Collenette, 1955
- Euproctis hemicneca Collenette, 1955
- Euproctis hemigenes Collenette, 1932
- Euproctis huntei Warren, 1903
- Euproctis hylaena Collenette, 1955
- Euproctis hypocloa Collenette, 1932
- Euproctis iseres Collenette, 1955
- Euproctis kunupi Collenette, 1938
- Euproctis lipara Collenette, 1930
- Euproctis mambara Bethune-Baker, 1908
- Euproctis meeki Bethune-Baker, 1904
- Euproctis mycoides Collenette, 1930
- Euproctis nebulosa Rothschild, 1915
- Euproctis novaguinensis Bethune-Baker, 1904
- Euproctis ochrocerca Collenette, 1932
- Euproctis ochropleura Collenette, 1932
- Euproctis osuna Swinhoe, 1903
- Euproctis parallelaria Bethune-Baker, 1904
- Euproctis poliocerca Collenette, 1930
- Euproctis postbicolor Rothschild, 1915
- Euproctis pratti Bethune-Baker, 1904
- Euproctis pulchra Bethune-Baker, 1908
- Euproctis rotunda Bethune-Baker, 1908
- Euproctis seminigra Joicey & Talbot, 1916
- Euproctis semirufa Joicey & Talbot, 1917
- Euproctis tetrabalia Collenette, 1930
- Euproctis thiocosma Collenette, 1955
- Euproctis virginea Bethune-Baker, 1904
- Euproctis xuthoaria Collenette, 1955
- Euproctis yulei Bethune-Baker, 1904
- Euproctis zorodes Collenette, 1955
- Euproctis melanosoma Butler, 1882
- Euproctis xuthosterna Turner, 1924
- Euproctis euthysana Turner, 1902
- Euproctis acatharta Turner, 1906
- Euproctis melanorrhanta Turner, 1931
- Euproctis galactopis Turner, 1902
- Euproctis xuthoptera Turner, 1921
- Euproctis trispila Turner, 1921
- Euproctis fimbriata Lucas, 1891
- Euproctis lutea Fabricius, 1775
- Euproctis lucifuga Lucas, 1892
- Euproctis pyraustis Meyrick, 1891
- Euproctis epidela Turner, 1906
- Euproctis emprepes Turner, 1931
- Euproctis epaxia Turner, 1906
- Euproctis hymnolis Turner, 1921
- Euproctis ochroneura Turner, 1931
- Euproctis idonea Swinhoe, 1903
- Euproctis aganopa Turner, 1921
- Euproctis stenomorpha Turner, 1921
- Euproctis holoxutha Turner, 1902
- Euproctis crocea Walker, 1865
- Euproctis urbis Strand, 1925
- Euproctis subnobilis Snellen, 1881
- Euproctis actor Turner, 1920
- Euproctis leonina Turner, 1903
- Euproctis edwardsii Newman, 1856
- Euproctis baliolalis Swinhoe, 1892
- Euproctis limbalis Herrich-Schäffer, 1855
- Euproctis marginalis Walker, 1855
- Euproctis niphobola Turner, 1902

## Hình ảnh

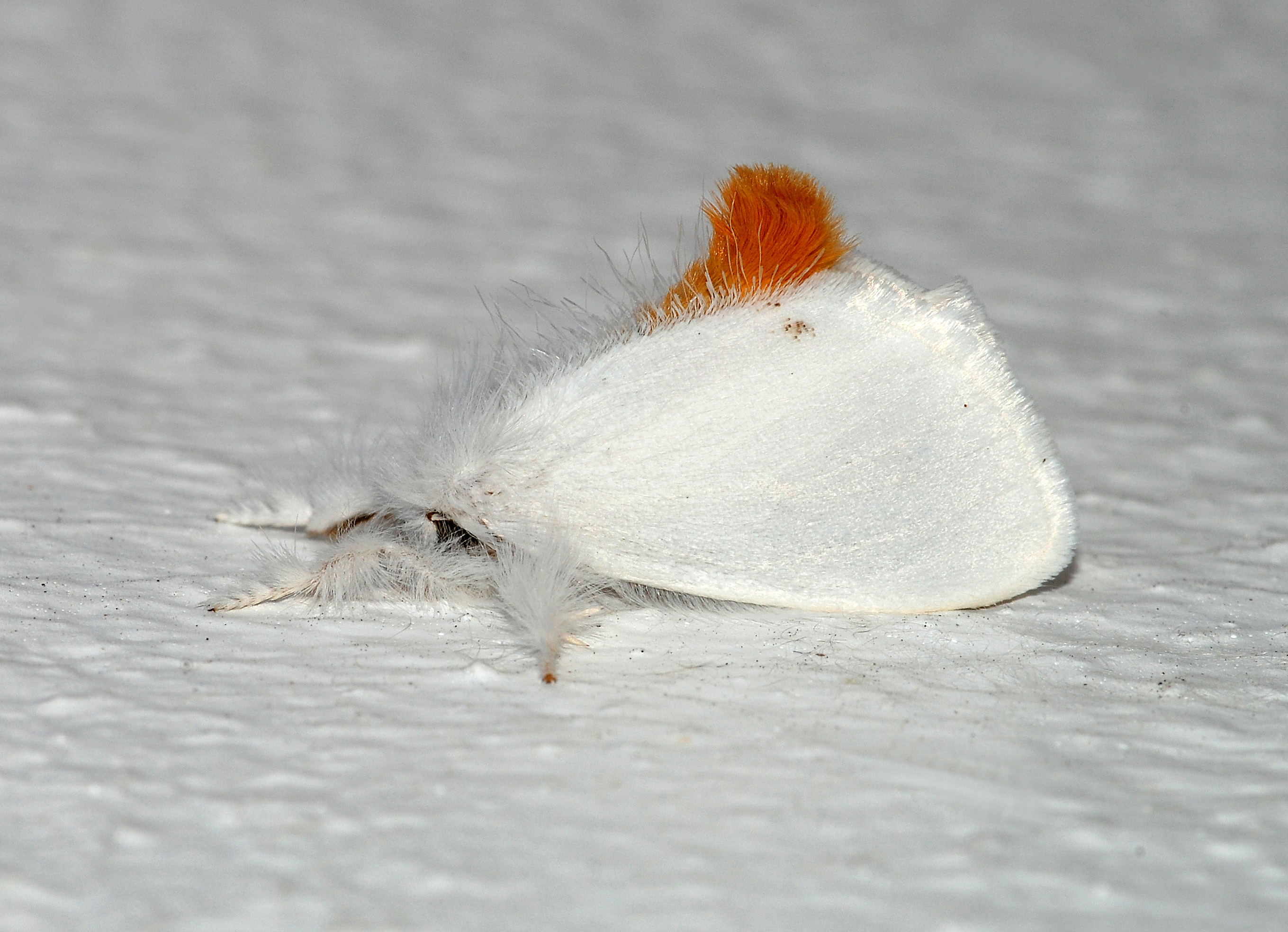
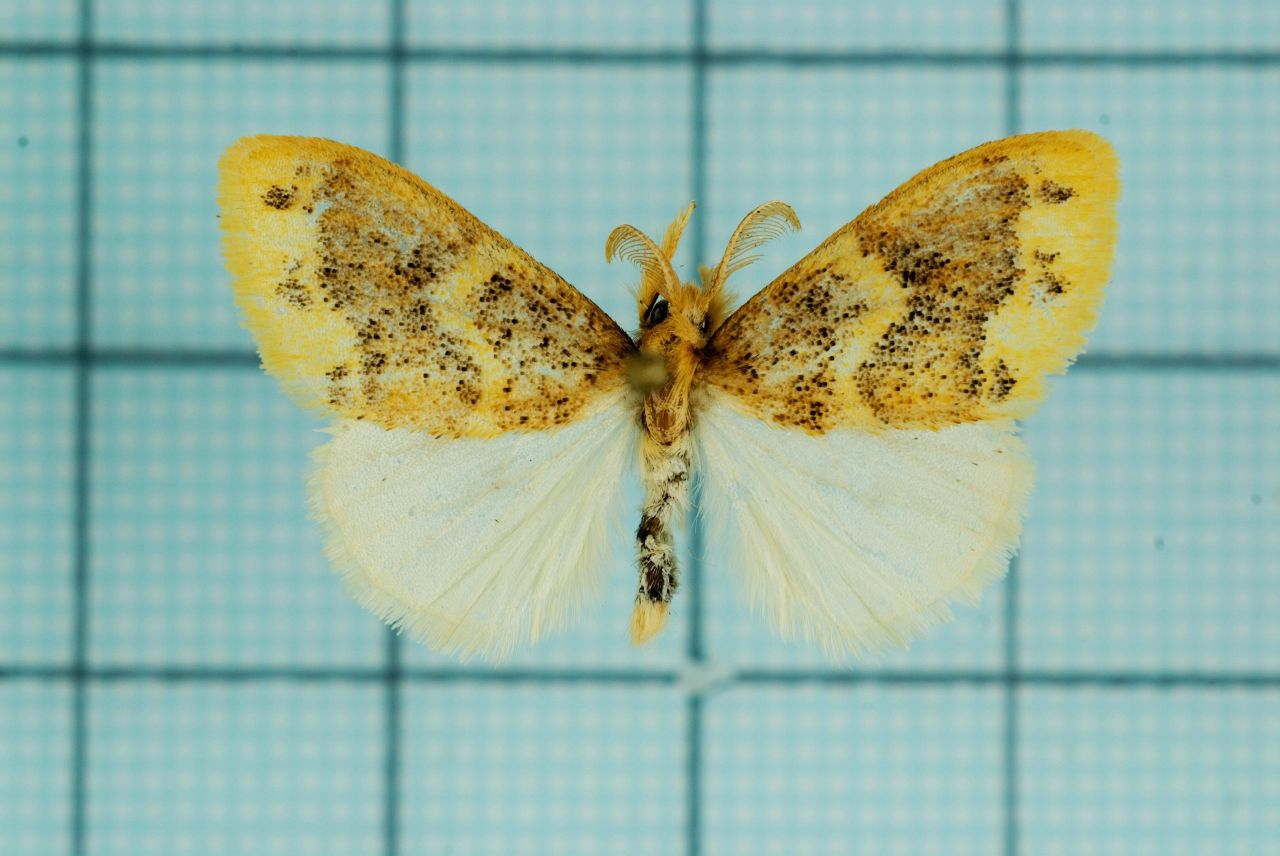
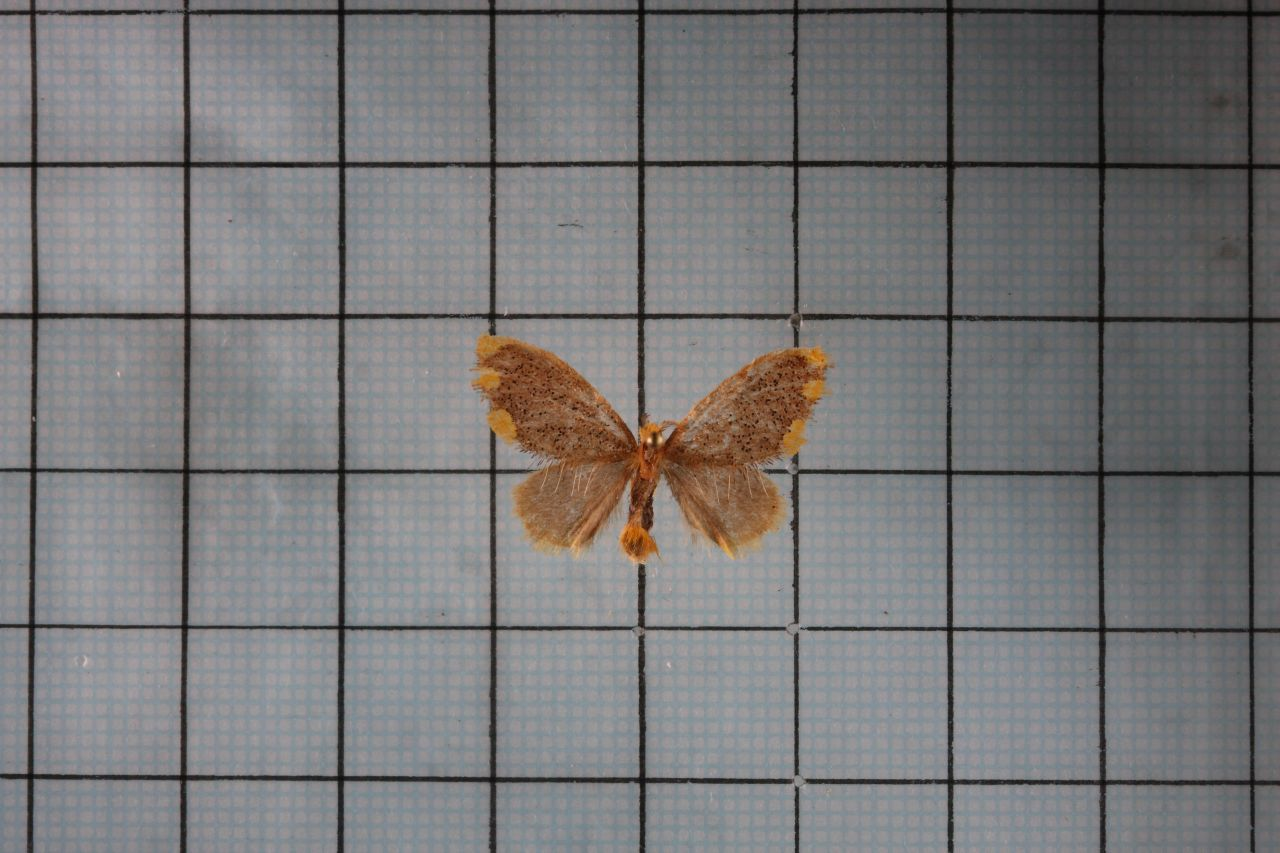
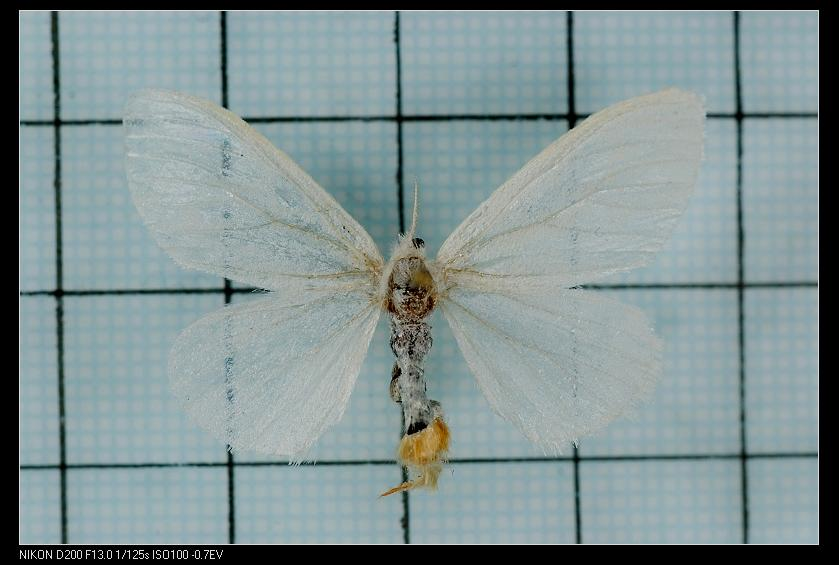